# Mistrovství světa v ledním hokeji 2020 (Divize III)
III. divize Mistrovství světa v ledním hokeji 2020 se měla hrát od 19. dubna do 25. dubna 2020 v Kockelscheueru v Lucembursku a od 20. dubna do 26. dubna 2020 v Kapském Městě v Jihoafrické republice. Tento turnaj byl kvůli pandemii covidu-19 zrušen.

## Skupina A
Turnaj se měl uskutečnit od 19. dubna do 25. dubna 2020 v Kockelscheueru.
| Tým                     | Kvalifikace                                       |
| ----------------------- | ------------------------------------------------- |
| Severní Korea           | 6. místo v Divizi II - skupině B 2019 a sestup    |
| Turecko                 | 2. místo v Divizi III - skupině A 2019            |
| Turkmenistán            | 3. místo v Divizi III - skupině A 2019            |
| Lucembursko             | Pořadatel, 4. místo v Divizi III - skupině A 2019 |
| Tchaj-wan               | 5. místo v Divizi III - skupině A 2019            |
| Spojené arabské emiráty | 1. místo v Divizi III - skupině B 2019 a postup   |

### Výsledky
|  | Jeden tým postupující do skupiny B divize II |
|  | Jeden tým sestupující do skupiny B           |

### Tabulka
| Poř. | Tým                     | Z | V | VP | PP | P | GV | GI | +/- | B |
| ---- | ----------------------- | - | - | -- | -- | - | -- | -- | --- | - |
| 1.   | Severní Korea           | 0 | 0 | 0  | 0  | 0 | 0  | 0  | 0   | 0 |
| 2.   | Turecko                 | 0 | 0 | 0  | 0  | 0 | 0  | 0  | 0   | 0 |
| 3.   | Turkmenistán            | 0 | 0 | 0  | 0  | 0 | 0  | 0  | 0   | 0 |
| 4.   | Lucembursko             | 0 | 0 | 0  | 0  | 0 | 0  | 0  | 0   | 0 |
| 5.   | Tchaj-wan               | 0 | 0 | 0  | 0  | 0 | 0  | 0  | 0   | 0 |
| 6.   | Spojené arabské emiráty | 0 | 0 | 0  | 0  | 0 | 0  | 0  | 0   | 0 |

#### Zápasy
| 19. dubna 2020 12:30 | Turecko | zrušeno | Tchaj-wan | Patinoire de Kockelscheuer, Kockelscheuer |  |

| 19. dubna 2020 16:00 | Turkmenistán | zrušeno | Severní Korea | Patinoire de Kockelscheuer, Kockelscheuer |  |

| 19. dubna 2020 19:30 | Spojené arabské emiráty | zrušeno | Lucembursko | Patinoire de Kockelscheuer, Kockelscheuer |  |

| 20. dubna 2020 12:30 | Turecko | zrušeno | Turkmenistán | Patinoire de Kockelscheuer, Kockelscheuer |  |

| 20. dubna 2020 16:00 | Tchaj-wan | zrušeno | Spojené arabské emiráty | Patinoire de Kockelscheuer, Kockelscheuer |  |

| 20. dubna 2020 19:30 | Severní Korea | zrušeno | Lucembursko | Patinoire de Kockelscheuer, Kockelscheuer |  |

| 22. dubna 2020 12:30 | Severní Korea | zrušeno | Tchaj-wan | Patinoire de Kockelscheuer, Kockelscheuer |  |

| 22. dubna 2020 16:00 | Turecko | zrušeno | Spojené arabské emiráty | Patinoire de Kockelscheuer, Kockelscheuer |  |

| 22. dubna 2020 19:30 | Turkmenistán | zrušeno | Lucembursko | Patinoire de Kockelscheuer, Kockelscheuer |  |

| 24. dubna 2020 12:30 | Spojené arabské emiráty | zrušeno | Severní Korea | Patinoire de Kockelscheuer, Kockelscheuer |  |

| 24. dubna 2020 16:00 | Tchaj-wan | zrušeno | Turkmenistán | Patinoire de Kockelscheuer, Kockelscheuer |  |

| 24. dubna 2020 19:30 | Lucembursko | zrušeno | Turecko | Patinoire de Kockelscheuer, Kockelscheuer |  |

| 25. dubna 2020 12:30 | Turkmenistán | zrušeno | Spojené arabské emiráty | Patinoire de Kockelscheuer, Kockelscheuer |  |

| 25. dubna 2020 16:00 | Severní Korea | zrušeno | Turecko | Patinoire de Kockelscheuer, Kockelscheuer |  |

| 25. dubna 2020 19:30 | Lucembursko | zrušeno | Tchaj-wan | Patinoire de Kockelscheuer, Kockelscheuer |  |

## Skupina B
Turnaj se měl uskutečnit od 20. dubna do 26. dubna 2020 v Kapském Městě.
| Tým                 | Kvalifikace                                                |
| ------------------- | ---------------------------------------------------------- |
| JAR                 | Pořadatel, 6. místo v Divizi III - skupině A 2019 a sestup |
| Hongkong            | 2. místo v Divizi III - skupině B 2019                     |
| Thajsko             | 3. místo v Divizi III - skupině B 2019                     |
| Bosna a Hercegovina | 4. místo v Divizi III - skupině B 2019                     |

### Výsledky
|  | Jeden tým postupující do skupiny A |
|  | Jeden tým sestupující do divize IV |

### Tabulka
| Poř. | Tým                 | Z | V | VP | PP | P | GV | GI | +/- | B |
| ---- | ------------------- | - | - | -- | -- | - | -- | -- | --- | - |
| 1.   | JAR                 | 0 | 0 | 0  | 0  | 0 | 0  | 0  | 0   | 0 |
| 2.   | Hongkong            | 0 | 0 | 0  | 0  | 0 | 0  | 0  | 0   | 0 |
| 3.   | Thajsko             | 0 | 0 | 0  | 0  | 0 | 0  | 0  | 0   | 0 |
| 4.   | Bosna a Hercegovina | 0 | 0 | 0  | 0  | 0 | 0  | 0  | 0   | 0 |

#### Zápasy
| 20. dubna 2020 15:00 | Hongkong | zrušeno | Bosna a Hercegovina | Ice Station, Kapské Město |  |

| 20. dubna 2020 20:00 | Thajsko | zrušeno | JAR | Ice Station, Kapské Město |  |

| 21. dubna 2020 15:00 | Hongkong | zrušeno | Thajsko | Ice Station, Kapské Město |  |

| 21. dubna 2020 19:00 | JAR | zrušeno | Bosna a Hercegovina | Ice Station, Kapské Město |  |

| 23. dubna 2020 15:00 | Bosna a Hercegovina | zrušeno | Thajsko | Ice Station, Kapské Město |  |

| 23. dubna 2020 19:00 | JAR | zrušeno | Hongkong | Ice Station, Kapské Město |  |